# حصار شاهوردي خان (ألاداغ)
حصار شاهوردي خان (بالفارسية: حصارشاهوردی‌خان) هي قرية تقع في إيران في قسم ألاداغ الريفي. يقدر عدد سكانها بـ 1,040 نسمة .